# Silberfuchs-Verlag
Der Silberfuchs-Verlag ist ein deutscher Wissensverlag und Medienproduzent mit Sitz in Tüschow, Landkreis Ludwigslust-Parchim in Mecklenburg-Vorpommern, und in Hamburg.

## Geschichte und Profil
Der Verlag wurde 2006 als Hörbuchverlag von den ARD-Rundfunkautorinnen und Kulturjournalistinnen Corinna Hesse und Antje Hinz gegründet. Bei diversen Medienproduktionen und Veranstaltungen geht es um Themen der Kulturwirtschaft und Kreativwirtschaft. Im "Labor für gesellschaftliche Wertschöpfung" werden verschiedene gesellschaftliche Themen behandelt. 2017–2019 wurde in Mecklenburg-Vorpommern ein von der Bundesanstalt für Landwirtschaft und Ernährung geförderter "Wettbewerb für soziale Dorfentwicklung" ausgerichtet. Viele Hörbuchpublikationen aus dem Verlag, die meist auf eigens verfassten Texten beruhen, begleiten thematisch Jubiläen sowie Kultur- und Musikfestivals.

## Medienproduktionen
Der Verlag konzipiert und realisiert sowohl eigene Publikationsreihen als auch Auftragsproduktionen. Der Fokus liegt auf aktuellen gesellschaftlichen Themen und der Vermittlung von Wissen durch multimediales Erzählen bzw. Storytelling:
- Audio-Bereich: Hörbücher, Hörstücke, Audio-Features und Podcasts
- Visual-Bereich: Slideshows, Webinterviews und Webvideos, Dokumentar- und Trickfilme, Animationen, interaktiven Grafiken und Ausstellungen
- Live-Events: "KreativLabs", Fach- und Impulsvorträge, Workshops, Seminare, Akademien, Moderation von Podiumsdiskussionen, Lesungen mit Schauspielern und Sounddesign.

"Bürgerwissensportal" Elbe505.de

Im Auftrag der Landkreise Ludwigslust-Parchim und Lüchow-Dannenberg haben Antje Hinz und Corinna Hesse 2018 das "Bürgerwissensportal" Elbe505.de entwickelt – im Rahmen des Bundesforschungsprojektes „Regiobranding“. Es erprobt, wie Identität und Bindung der Bevölkerung an ihre Kulturlandschaft intensiviert und gefestigt werden können. Das Vorhaben wurde aus Mitteln vom Bundesministerium für Bildung und Forschung finanziert.

## Wissensprojekte und Medienportale
| MassivKreativ                           | Medienportal über die Kultur- und Kreativwirtschaft: |
| Elbe505                                 | Bürgerplattform und Bürgerwissensportal über die Mecklenburgische Griese Gegend und das Hannoversche Wendland: |
| KreativLabs                             | Im Auftrag des Wirtschaftsministeriums in Mecklenburg-Vorpommern und des Netzwerks Kreative MV werden an wechselnden Orten Workshops mit Künstlern, Kreativschaffenden, Unternehmern und Akteuren aus dem öffentlichen Sektor ausgerichtet:                             |
| KulturLandschaftsRouten                 | Projekt für die Metropolregion Hamburg. Ziel ist es, die Kulturlandschaften als Naherholungs-, Freizeit- und Tourismusorte zu stärken und bekannter zu machen: |
| Zukunft-Leben-Nachhaltigkeit            | Wissensportal zur Nachhaltigkeit: Grundfragen, Wachstum, Zivilisation, Natur, Klima, Energie, Kreislauf, Erneuerung (Zusammenarbeit mit dem Fachbereich Gestaltung der Hochschule Wismar):                                                                              |
| Energie-Dossier                         | Behandelt die Frage nach zukunftsfähigen Energieformen: |
| Kultur-Dossier: Wer sind die Deutschen? | Was hat die Identität und Kultur der Deutschen geprägt? Hörstücke zum „Jahr der deutschen Sprache und Literatur in Russland“ im Auftrag des Auswärtigen Amtes, russische Übersetzung des Hörbuchs „Deutschland hören“ von Corinna Hesse mit Musik von Dimitris Liatsos: |

## Hörfunk-Sendungen
- Corinna Hesse: Mecklenburg-Vorpommern hören.erleben.entdecken – Eine Reise durch die Kultur und Geschichte in Mecklenburg-Vorpommern von der Eiszeit bis in die Gegenwart – gesprochen von Rolf Becker mit Musik von Stefan Weinzierl, im Norddeutschen Rundfunk, NDR 1 Radio MV, 20-teilige Serie im Dezember 2015
- Antje Hinz: Spanier ohne Vaterland: Eine Lange Nacht über die iberischen Juden und ihre Nachfahren, die Sefarden, im Deutschlandfunk und Deutschlandradio, 8./9. November 2014
- Anja Tuckermann: Den Segen geben wir uns allein – Kultur und Geschichte der Roma und Sinti, bearbeitet von Antje Hinz, im Deutschlandfunk, 17. April 2011
- Corinna Hesse: Robert Schumann – Leben in der Musik, im Norddeutschen Rundfunk, NDR Kultur, 20-teilige Serie im Mai 2010
- Antje Hinz: Vom Kopf in den Bauch. Ensemble-Portrait „Elbtonal-Percussion“, SWR2-Radiofeature, 27. August 2009
- Corinna Hesse: Georg Friedrich Händel – Leben in der Musik, im Norddeutschen Rundfunk, NDR Kultur, 20-teilige Serie im Frühjahr 2009
- Corinna Hesse: Deutschland hören – Eine Reise durch die deutsche Kultur und Geschichte von den Anfängen bis heute, im Norddeutschen Rundfunk, NDR Kultur, 20-teilige Serie im Herbst 2008
- Antje Hinz und Corinna Hesse: Japan in Deutschland von Anime bis Zen, im Westdeutschen Rundfunk, WDR 3, 11-teilige Serie, 6.–12. Februar 2006

## Auszeichnungen
- 2016: Nominierung für den Deutschen Hörbuchpreis (Beste Information) für das Hörbuch zukunft|leben – Wissen aktuell: Nachhaltigkeit, Autorin: Corinna Hesse

- 2015: Nominierung für den Deutschen Hörbuchpreis (Beste Information) für das Hörbuch Sefarad hören: Eine jüdische Zeitreise, Autorin: Antje Hinz

- 2014: Sonderpreis des Tourismusamtes Brasilien (Brazilian Tourism Board – Embratur) für das Hörbuch Brasilien hören, Autor: Andreas Weiser

- 2012: Auszeichnung "Kultur- und Kreativpiloten Deutschland 2012" der Bundesregierung für das Konzept anspruchsvoller medialer Wissensvermittlung
- 2012: Nominierung für den Deutschen Hörbuchpreis (Beste Information) für das Hörbuch Sinti und Roma hören, Autorin: Anja Tuckermann

- 2011: ITB BuchAward 2011 der Tourismusmesse Berlin für das Hörbuch Polen hören, Autorin: Barbara Barberon-Zimmermann

- 2010 ITB BuchAward 2010 der Tourismusmesse Berlin für die Hörbuch-Reihe Länder hören – Kulturen entdecken, Verlegerinnen: Corinna Hesse und Antje Hinz

- 2008: Jahrespreis der deutschen Schallplattenkritik für die Hörbuch-Reihe Länder hören – Kulturen entdecken, Verlegerinnen: Corinna Hesse und Antje Hinz
- 2008: Nominierung für den Deutschen Hörbuchpreis (Beste Information) für das Hörbuch Russland hören, Autorin: Antje Hinz

- 2007: Nominierung für den Deutschen Hörbuchpreis (Beste verlegerische Leistung) für die Sachhörbuch-Reihe Länder hören – Kulturen entdecken, Verlegerinnen: Corinna Hesse und Antje Hinz
- 2007: Sonderpreis Kultur im Wettbewerb GründerCheck 2007 der Wirtschaftsjunioren der Handelskammer Hamburg für das innovative Verlagskonzept der Kulturvermittlung